# سیارک ۲۰۲۷۳۶
سیارک ۲۰۲۷۳۶ (به انگلیسی: 202736 Julietclare، نامگذاری:2007KB2) دویست و دو هزار و هفتصد و سی و ششمین سیارک کشف شده‌است که در ۱۸ مه ۲۰۰۷ و در هایدلبرگ کشف شد.